# ستيف أشلي
ستيف أشلي (بالإنجليزية: Steve Ashley)‏ هو مغن مؤلف بريطاني، ولد في 9 مارس 1946 في لندن في المملكة المتحدة.

## وصلات خارجية
- الموقع الرسمي
- ستيف أشلي على موقع ميوزك برينز (الإنجليزية)
- ستيف أشلي على موقع ديسكوغز (الإنجليزية)